# Тьма (фильм, 2002)
«Тьма» (англ. Darkness) — американо-испанский фильм ужасов 2002 года режиссёра Жауме Балагеро. Премьера фильма состоялась 3 октября 2002 года.

## Сюжет
Испанская семья переезжает из США на родину. Здесь она приобретает весьма старый, но с виду солидный загородный дом. Фактически сразу же в доме начинают происходить всякого рода странности, вроде периодического пропадания электричества. Главу семьи Марка с этим домом связывают давние детские кошмары, которые с каждым днём пребывания в новом жилище начинают пробуждаться к жизни всё сильней и сильней. Малолетний Пол, в свою очередь, наиболее полно ощущает присутствие чего-то сверхъестественного, что отражается в его рисунках, на которых изображены маленькие дети с перерезанными шеями. Мать детей Мария пытается не обращать внимания на все творящиеся вокруг обстоятельства, а дочь Реджина, которой новый дом сразу же не понравился, вместе со своим приятелем Карлосом пытается разобраться в происходящем. Реджина выясняет, что дом имеет непосредственное отношение к страшным событиям 40-летней давности, когда пропали семеро детей и только один из них впоследствии нашёлся. Оказывается раз в 40 лет в период полного затмения служители тёмного культа пытаются принести в жертву семерых маленьких детей, дабы в мире воцарилась полная тьма. При этом жертвоприношение должен совершить непременно тот, кто любит жертв. 40 лет назад совершить этот ритуал не удалось, так как сбежал один из мальчиков. Этим мальчиком является глава семейства Марк.

## В ролях
| Актёр              | Роль    |
| ------------------ | ------- |
| Иэн Глен           | Марк    |
| Стефан Энквист     | Пол     |
| Лена Олин          | Мария   |
| Анна Пэкуин        | Реджина |
| Феле Мартинес      | Карлос  |
| Джанкарло Джаннини | Альберт |

## Критика
Кинокритик Сергей Кудрявцев в своей книге 3500 кинорецензий поставил фильму 5,5 баллов из 10. Критик отмечает, что для фильма характерно сочетание до боли известных сюжетных мотивов и даже отдельных моментов (в пример приводится Сияние Стэнли Кубрика) с собственными авторскими наработками. При этом героя Феле Мартинеса, как утверждает Сергей Кудрявцев, зритель будет отождествлять с персонажем из «Фотоувеличения» режиссёра Микеланджело Антониони, хотя более значимым сравнением, по его мнению, будет с тем персонажем, которого сыграл Мартинес в фильме «Диссертация» режиссёра Алехандро Аменабара.
Также критик отмечает неожиданность обмана зрительских предположений относительно участников нового обряда жертвоприношения и мрачный финал.